# Rheumaptera congoata
Rheumaptera congoata är en fjärilsart som beskrevs av Walker 1862. Rheumaptera congoata ingår i släktet Rheumaptera och familjen mätare. Inga underarter finns listade.